# Molgula karubari
Molgula karubari is een zakpijpensoort uit de familie van de Molgulidae. De wetenschappelijke naam van de soort werd in 2003 voor het eerst geldig gepubliceerd door het echtpaar Claude en Françoise Monniot.